# Chlodomer
Chlodomer (* 495; † 21. Juni 524 bei Vézeronce) war der drittälteste Sohn des Frankenkönigs Chlodwig I., der zweitälteste aus der Ehe seines Vaters mit Chrodechild. Er herrschte von 511 bis 524 in dem Teil des Reichs, der ihm bei der Reichsteilung von 511 zugefallen war.

## Familie und Leben
Chlodomer hatte außer einem älteren Halbbruder, Theuderich I., noch drei Brüder und eine Schwester, Chlodechild (Chlothilde), die 526 oder 527 den Westgotenkönig Amalarich heiratete.  Der älteste der Brüder, Ingomer, starb schon als Kind. Die beiden anderen waren Childebert I. und Chlothar I. Nach dem Tod Chlodwigs im Jahr 511 teilten Theuderich, Chlodomer, Childebert und Chlothar das Reich untereinander auf. 523 überfiel Chlodomer gemeinsam mit seinen Brüdern Childebert I. und Chlothar I. die Burgunden, die damals durch einen militärischen Konflikt mit den Ostgoten geschwächt waren. Im Verlaufe dieses Feldzuges geriet der Burgunderkönig Sigismund in Gefangenschaft und wurde mitsamt seiner Familie auf Befehl Chlodomers durch Ertränken in einem Brunnen getötet, während dessen Bruder Godomar fliehen konnte. Nach diesen ersten Erfolgen geriet Chlodomer am 21. Juni 524 in der Schlacht bei Vézeronce durch eine List in burgundische Gefangenschaft, in deren Verlauf ihn Sigismunds Nachfolger Godomar töten ließ (siehe Burgundenkrieg).

## Reich Chlodomers

### Reichsteilung 511
Die Reichsteilung nach Chlodwigs Tod ist in der Forschung umstritten. Zum einen können die tatsächlichen Grenzgebiete kaum rekonstruiert werden; zum anderen ist ungeklärt, ob Chlodwig selbst die Teilung so bestimmt hat, oder seine Erben sie verhandelt haben. Gesichert scheint allerdings, dass Chlodomer die Gebiete um die Loire sowie Teile der Kirchenprovinzen Sens und Tours, sowie den Norden Aquitaniens mit Poitiers und Bourges erhielt; er selbst residierte in Orléans.

### Reichsteilung nach Chlodomers Tod
Nach dem Tod Chlodomers brachen seine Brüder den burgundischen Feldzug ab. Wohl um den Erbanspruch geltend zu machen, nahm Chlothar, entgegen dem Kirchenrecht, Chlodomers Witwe Guntheuca zur Frau, die drei Söhne Chlodomers kamen in die Obhut ihrer Großmutter Chrodechild, die sich ebenfalls den Erbanspruch sichern wollte. Chlothar I. nahm die Söhne unter dem Vorwand, sie zu Königen erheben zu wollen, in seine Obhut und tötete die beiden älteren, den zehnjährigen Theudoald und den siebenjährigen Gunthar, um ihre Erbansprüche auszuschalten; der jüngste, Chlodoald (Chlodowald), wurde vermöncht. Childebert I. und Clothar I. teilten, vermutlich erst im Frühjahr 532, das Erbe unter sich auf. Childebert I. erhielt Orléans, Chartres, Angers, Nantes und Bourges; Clothar I. Tours, Poitiers und den Königsschatz. An den am Kindermord unbeteiligten Theuderich I. gingen Troyes, Sens und Auxerre.